# Филаретовская улица
Филаре́товская улица — улица в Зеленоградском административном округе города Москвы.

## Расположение
Расположена между 10 и 11 микрорайонами Зеленограда. Улица берёт начало от Панфиловского проспекта, у церкви евангельских христиан-баптистов, граничит с улицей Болдов Ручей, идёт вдоль и огибая Школьное озеро, заканчивается перекрёстком с улицей Гоголя и Алабушевской улицей.
Протяжённость улицы — около 1,2 км.

## История
Названа по расположенному на улице храму святителя Филарета Московского.

## Транспорт
По улице ходят автобусные маршруты Зеленоградского филиала ГУП «Мосгортранс» № 4, 9, 11 и 29.

## Примечательные здания, сооружения и объекты
- Одно из зданий Московского городского педагогического университета
- Школьное озеро
- Церковь евангельских христиан-баптистов
- Филаретовский православный храм